# Sepioliet
Het mineraal sepioliet of meerschuim (ook zeeschuim), is een gehydrateerd magnesium-silicaat met de chemische formule Mg4Si6O15·6(H2O).

## Eigenschappen
Het grijswitte, grijze, geelwitte, groenwitte, blauwwitte of lichtroze sepioliet heeft een doffe glans, een witte streepkleur en de splijting van het mineraal is perfect volgens een onbekend kristalvlak. Het kristalstelsel is orthorombish. Sepioliet heeft een gemiddelde dichtheid van 2, de hardheid is 2 en het mineraal is niet radioactief.

## Naamgeving
De naam van het mineraal sepioliet is afgeleid van de Oudgriekse woorden σηπία  (sēpia), "inktvis" en λίθος (lithos), dat "steen" betekent.
Het woorddeel "meer" van "meerschuim" betekent "zee", zoals in het Duits.

## Voorkomen
Het mineraal sepioliet wordt gevormd in brandingen aan diverse kusten. Het is ook een secundair mineraal in serpentinieten. De typelocatie is Eskişehir in Turkije.

## Kristalstructuur
Het kristalstelsel waartoe sepioliet behoort, is orthorombisch, met als ruimtegroep P2-1-2-1-2-1. Dit op grond van elektronendiffractieonderzoek. Palygorskiet is eveneens orthorombisch, met als ruimtegroep P2-1-2-1-2-1. Dit is eveneens vastgesteld d.m.v. elektronendiffractie als ook door röntgendiffractie en X-ray-camera-onderzoek. Op grond van deze kristallografische gegevens behoren sepioliet en palygorskiet tot de hormietgroep. Niet alleen in hun kristalstructuur zijn sepioliet en palygorskiet verwant, maar ook in hun ontstaanswijze, voor zover dat hun marien-lagunaire vorming betreft.